# WTA Hongkong

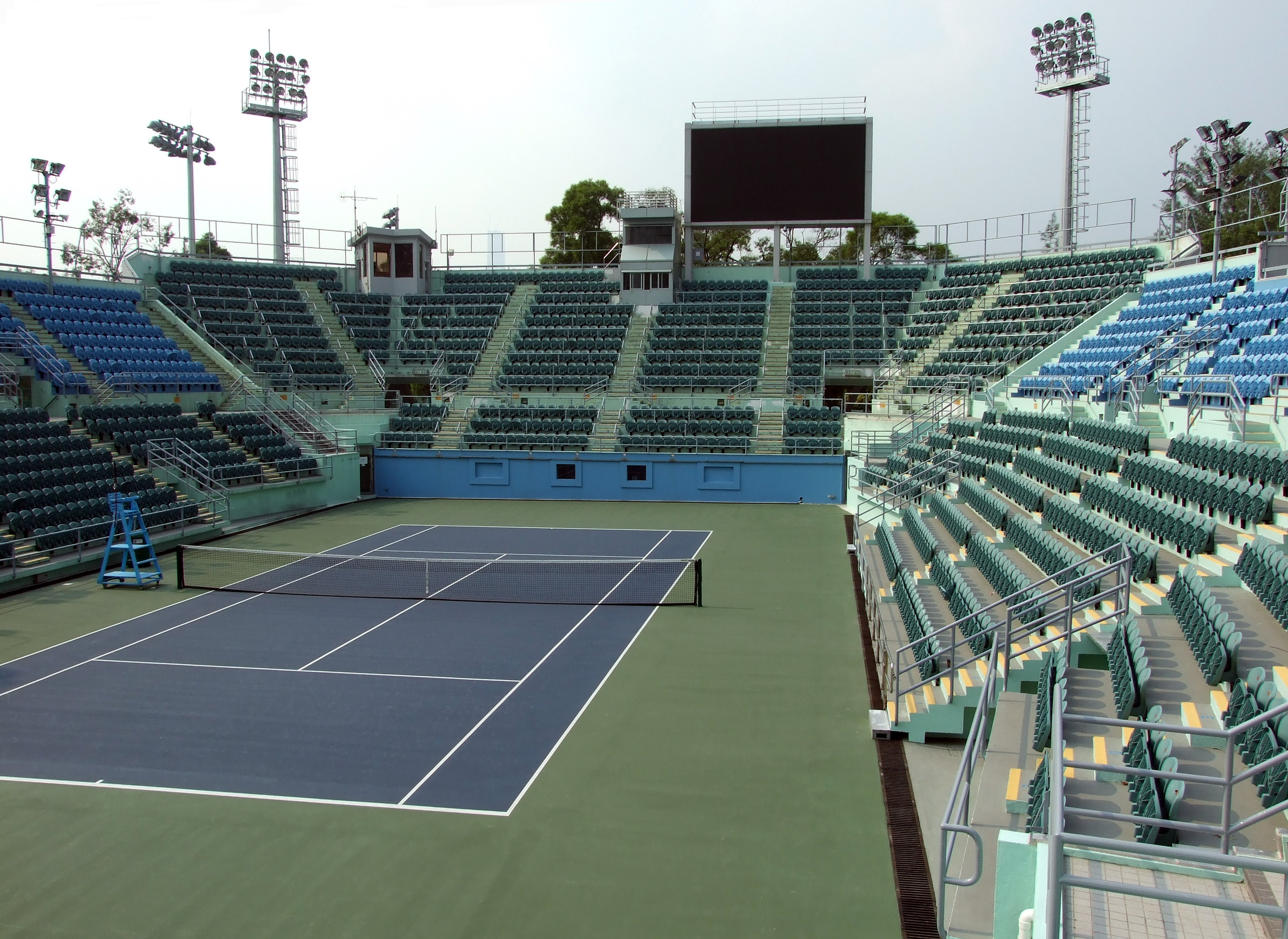
Hauptplatz

Das WTA Hongkong (offiziell: Hong Kong Open) ist ein Damen-Tennisturnier der WTA Tour, das in Hongkong ausgetragen wird. Seit 2014 steht das Turnier in Hongkong nach längerer Pause wieder im Kalender der WTA. Ausgetragen wird es im Victoria Park Tennis Stadium.

## Siegerliste

### Einzel
| Jahr                                                       | Siegerin                                      | Finalgegnerin                                 | Ergebnis                                      |
| ---------------------------------------------------------- | --------------------------------------------- | --------------------------------------------- | --------------------------------------------- |
| 1980                                                       | Wendy Turnbull                                | Marcie Harper                                 | 6:0, 6:2                                      |
| 1981                                                       | Wendy Turnbull                                | Sabina Simmonds                               | 6:3, 6:4                                      |
| 1982                                                       | Catrin Jexell                                 | Alycia Moulton                                | 6:3, 7:5                                      |
| Von 1983 bis 1992 fand in Hongkong kein WTA-Turnier statt! |                                               |                                               |                                               |
| ↓ Kategorie: Tier IV ↓                                     |                                               |                                               |                                               |
| 1993                                                       | Wang Shi-ting                                 | Marianne Werdel                               | 1:6, 7:64, 6:2                                |
| Von 1994 bis 2013 fand in Hongkong kein WTA-Turnier statt! |                                               |                                               |                                               |
| ↓ Kategorie: International ↓                               |                                               |                                               |                                               |
| 2014                                                       | Sabine Lisicki                                | Karolína Plíšková                             | 7:5, 6:3                                      |
| 2015                                                       | Jelena Janković                               | Angelique Kerber                              | 3:6, 7:64, 6:1                                |
| 2016                                                       | Caroline Wozniacki                            | Kristina Mladenovic                           | 6:1 6:74, 6:2                                 |
| 2017                                                       | Anastassija Pawljutschenkowa                  | Darja Gavrilova                               | 5:7, 6:3, 7:63                                |
| 2018                                                       | Dajana Jastremska                             | Wang Qiang                                    | 6:2, 6:1                                      |
| 2019                                                       | Aufgrund der Proteste in Hongkong ausgefallen | Aufgrund der Proteste in Hongkong ausgefallen | Aufgrund der Proteste in Hongkong ausgefallen |
| Von 2020 bis 2022 fand in Hongkong kein WTA-Turnier statt! |                                               |                                               |                                               |
| 2023                                                       | Leylah Fernandez                              | Kateřina Siniaková                            | 3:6, 6:4, 6:4                                 |
| 2024                                                       | Diana Schneider                               | Katie Boulter                                 | 6:1, 6:2                                      |

### Doppel
| Jahr                                                       | Siegerinnen                                   | Finalgegnerinnen                              | Ergebnis                                      |
| ---------------------------------------------------------- | --------------------------------------------- | --------------------------------------------- | --------------------------------------------- |
| 1980                                                       | Wendy Turnbull Sharon Walsh                   | Silvana Urroz Penny Johnson                   | 6:1, 6:2                                      |
| 1981                                                       | Ann Kiyomura Sharon Walsh                     | Anne Hobbs Susan Leo                          | 6:3, 6:4                                      |
| 1982                                                       | Alycia Moulton Laura duPont                   | Yvonne Vermaak Jennifer Mundel                | 6:2, 4:6, 7:5                                 |
| Von 1983 bis 1992 fand in Hongkong kein WTA-Turnier statt! |                                               |                                               |                                               |
| ↓ Kategorie: Tier IV ↓                                     |                                               |                                               |                                               |
| 1993                                                       | Karin Kschwendt Rachel McQuillan              | Debbie Graham Marianne Werdel                 | 1:6, 7:64, 6:2                                |
| Von 1994 bis 2013 fand in Hongkong kein WTA-Turnier statt! |                                               |                                               |                                               |
| ↓ Kategorie: International ↓                               |                                               |                                               |                                               |
| 2014                                                       | Karolína Plíšková Kristýna Plíšková           | Patricia Mayr-Achleitner Arina Rodionova      | 6:2, 2:6, [12:10]                             |
| 2015                                                       | Alizé Cornet Jaroslawa Schwedowa              | Lara Arruabarrena Vecino Andreja Klepač       | 7:5, 6:4                                      |
| 2016                                                       | Chan Hao-ching Chan Yung-jan                  | Naomi Broady Heather Watson                   | 6:3, 6:1                                      |
| 2017                                                       | Chan Hao-ching Chan Yung-jan                  | Lu Jiajing Wang Qiang                         | 6:1, 6:1                                      |
| 2018                                                       | Samantha Stosur Zhang Shuai                   | Shūko Aoyama Lidsija Marosawa                 | 6:4, 6:4                                      |
| 2019                                                       | Aufgrund der Proteste in Hongkong ausgefallen | Aufgrund der Proteste in Hongkong ausgefallen | Aufgrund der Proteste in Hongkong ausgefallen |
| Von 2020 bis 2022 fand in Hongkong kein WTA-Turnier statt! |                                               |                                               |                                               |
| 2023                                                       | Tang Qianhui Tsao Chia-yi                     | Oksana Kalaschnikowa Aljaksandra Sasnowitsch  | 7:5, 1:6, [11:9]                              |
| 2024                                                       | Ulrikke Eikeri Makoto Ninomiya                | Shūko Aoyama Eri Hozumi                       | 6:4, 4:6, [11:9]                              |